# Vicent Alfaro i Moreno
Vicent Alfaro i Moreno (València, 12 d'octubre de 1901 - Lausana, Suïssa, 5 de maig de 1974) fou un polític valencià, alcalde interí de la ciutat de València entre octubre de 1931 i juny de 1932.
Militant del Partit d'Unió Republicana Autonomista (PURA), a les eleccions municipals de 1931 fou escollit regidor a l'Ajuntament de València, i fou nomenat interinament l'octubre de 1931, però el seu mandat es perllongà fins al juny de 1932. Durant el seu mandat va impulsar la reforma urbana: acabà la plaça d'Emilio Castelar, adquirí el Palau del Marqués de Dosaigües i els jardins de Montfort i va presidir el trasllat a València de les despulles de l'escriptor Vicent Blasco Ibáñez, a qui va fer erigir un monument fúnebre. Però fou molt criticat quan va intentar instal·lar un abocador d'escombraires a Benimaclet i acusat d'inoperància quan es va cremar part de l'edifici de la Universitat de València, i el juny de 1932 va dimitir.
El 1934 es va integrar dins d'Esquerra Valenciana amb Vicent Marco Miranda i Juli Just Jimeno, partit que a les eleccions generals espanyoles de 1936 es presentà dins la coalició del Front Popular. Quan esclatà la Guerra Civil espanyola va prendre part per la legalitat republicana i el 1937 fou escollit secretari general d'Esquerra Valenciana. En acabar al guerra fou detingut i condemnat a mort, però li fou commutada, i quan fou alliberat, s'exilià a Suïssa, d'on ja no va tornar.
En 2012 el seu fons personal va ser donat a l'Ajuntament de València per la seua neboda, Sol Romeu. Entre els documents es troben diverses cartes que Vicent Alfaro va enviar a mandataris republicans, així com una màquina d'escriure Hispano Olivetti de principis de segle.

## Dites famoses
"Si vostè bé ho mira, Blasco Ibáñez, en les seues novel·les, no ha presentat mai cap valencià que no siga aproximadament un fill de puta..." Tema de tesi doctoral, en efecte.